# Wikipedija na baskijskom jeziku
Wikipedija na baskijskom jeziku Wikipedije je na baskijskom jeziku. Započeta je 7. rujna 2003. godine. Dne 10. studenoga 2007. prešla je prag od 20.000 članaka.

## Vanjske poveznice
- The Basque Wikipedia